# Donna Vekić
Donna Vekić (phát âm tiếng Croatia: [ʋěːkitɕ]; sinh ngày 28 tháng 6 năm 1996) là một vận động viên quần vợt chuyên nghiệp người Croatia. Vào tháng 11 năm 2019, cô đạt thứ hạng đánh đơn cao nhất trên bảng xếp hạng Hiệp hội Quần vợt Nữ (WTA) là vị trí số 19 thế giới. Thành tích tốt nhất của cô ở nội dung đơn của một giải Grand Slam là vào vòng bán kết của Giải quần vợt Wimbledon 2024. Cô cũng giành huy chương bạc ở nội dung đơn nữ tại Thế vận hội Paris 2024.
Vekić đã giành bốn danh hiệu đơn ở WTA Tour – tại Malaysian Open 2014, Nottingham Open 2017, Courmayeur Ladies Open 2021, và Monterrey Open 2023. Cô cũng giành năm danh hiệu đơn và một danh hiệu đôi ở ITF Circuit.

## Đầu đời
Vekić sinh ra ở Osijek với bố là Igor và mẹ là Brankica. Cha cô là thủ môn của NK Osijek. Cô có một người anh trai, tên là Bruno.
Cô bắt đầu chơi quần vợt từ năm sáu tuổi, và được đào tạo tại IMG Academy từ năm chín tuổi.

## Sự nghiệp quần vợt chuyên nghiệp

### 2012: Chung kết WTA Tour đầu tiên

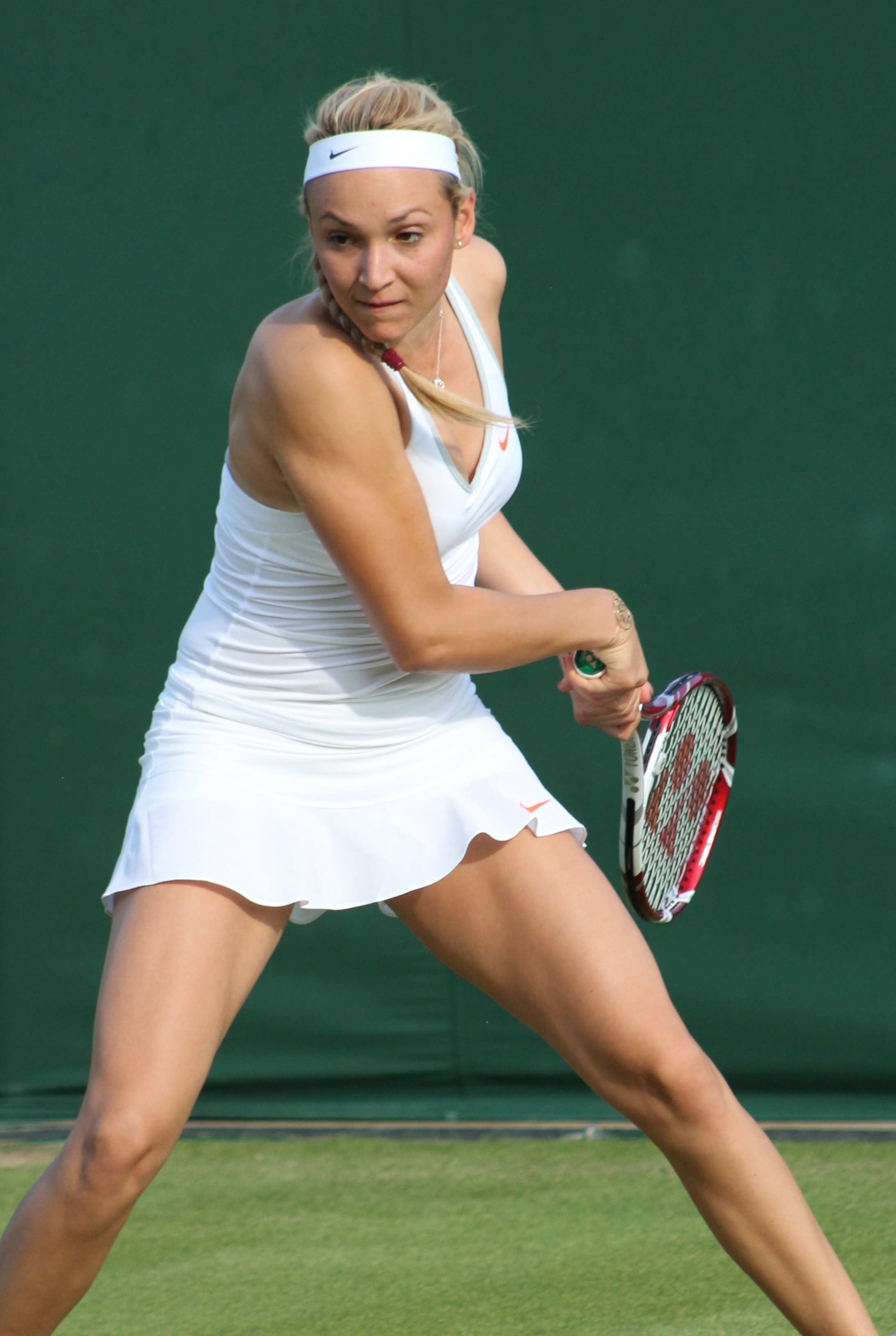
Vekić tại Giải quần vợt Wimbledon 2013

Vekić là thành viên của Đội tuyển Fed Cup Croatia. Vào tháng 2 năm 2012, cô thi đấu ba trận tại giải đấu, giúp Croatia giành chiến thắng 2–0 trước Bosna và Hercegovina.
Tại giải Tashkent Open, Vekić có lần đầu tiên lọt vào trận chung kết ở WTA Tour. Đây là lần đầu tiên cô tham dự vòng đấu chính của giải, và cô là tay vợt trẻ nhất trong sáu năm qua lọt vào trận chung kết của một giải đấu. Tuy nhiên, cô để thua trước Irina-Camelia Begu sau hai set.

### 2013: Lần đầu vào top 100
Vekić bắt đầu năm tại vòng đầu chính của Giải quần vợt Úc Mở rộng và đánh bại Andrea Hlaváčková ở vòng 1. Ở vòng 2, cô thua trước hạt giống số 10 và cựu số 1 thế giới, Caroline Wozniacki, sau hai set.
Vekić vượt qua vòng loại để tham dự vòng đấu chính của Miami Open sau khi đánh bại Marta Sirotkina và Valeria Savinykh. Ở vòng 1, cô đánh bại Yulia Putintseva. Ở vòng 2, cô thua trước hạt giống số 29 Elena Vesnina. Tại giải Monterrey Open, cô đánh bại Julia Cohen ở vòng 1. Ở vòng 2, cô thua trước hạt giống số 7 Urszula Radwańska. Vekić vô địch giải $50k ở Istanbul, đánh bại Elizaveta Kulichkova trong trận chung kết. Vekic kết thúc mùa giải năm 2013 với vị trí số 86, qua đó có lần đầu tiên vào top-100.

## Cuộc sống cá nhân
Vekić đã có mối quan hệ với Stan Wawrinka từ năm 2015 đến năm 2019..
Năm 2021, cô thành lập một thương hiệu nước hoa gia dụng cao cấp, DNNA, bán sáp ong và máy khuếch tán sậy. Cô thông báo rằng một phần trăm doanh thu bán hàng sẽ được quyên góp cho hoạt động bảo tồn ong ở Croatia.
Từ năm 2021 đến năm 2024, cô đã mở ba sân quần vợt công cộng ở Osijek, tất cả đều được mô phỏng theo các địa điểm tổ chức Grand Slam.

## Thống kê sự nghiệp

### Grand Slam
| VĐ | CK | BK | TK | V# | RR | Q# | A | NH |

#### Đơn
| Giải đấu             | 2012 | 2013 | 2014 | 2015 | 2016 | 2017 | 2018 | 2019 | 2020 | 2021 | 2022 | 2023 | 2024 | SR          | T–B         | % Thắng     |
| -------------------- | ---- | ---- | ---- | ---- | ---- | ---- | ---- | ---- | ---- | ---- | ---- | ---- | ---- | ----------- | ----------- | ----------- |
| Úc Mở rộng           | A    | V2   | V1   | V1   | V1   | V2   | V2   | V2   | V3   | V4   | V1   | TK   | V1   | 0 / 12      | 13–12       | 52%         |
| Pháp Mở rộng         | A    | V1   | V1   | V3   | V1   | V1   | V2   | V4   | V1   | V1   | V2   | V2   | V3   | 0 / 12      | 10–12       | 45%         |
| Wimbledon            | A    | V1   | V2   | Q2   | V1   | V2   | V4   | V1   | KTC  | V2   | V1   | V3   | BK   | 0 / 10      | 13–10       | 57%         |
| Mỹ Mở rộng           | Q3   | V2   | V1   | Q2   | Q3   | V3   | V1   | TK   | V3   | V1   | V1   | V1   |      | 0 / 9       | 9–9         | 50%         |
| Thắng–Bại            | 0–0  | 2–4  | 1–4  | 2–2  | 0–3  | 4–4  | 5–4  | 8–4  | 4–3  | 4–4  | 1–4  | 7–4  | 7–3  | 0 / 43      | 45–43       | 51%         |
| Thống kê sự nghiệp   |      |      |      |      |      |      |      |      |      |      |      |      |      |             |             |             |
| Danh hiệu            | 0    | 0    | 1    | 0    | 0    | 1    | 0    | 0    | 0    | 1    | 0    | 1    | 0    | Tổng số: 4  | Tổng số: 4  | Tổng số: 4  |
| Chung kết            | 1    | 1    | 1    | 1    | 0    | 1    | 1    | 2    | 0    | 1    | 0    | 2    | 1    | Tổng số: 13 | Tổng số: 13 | Tổng số: 13 |
| Xếp hạng cuối năm[4] | 118  | 86   | 84   | 105  | 101  | 56   | 34   | 19   | 32   | 67   | 69   | 23   |      | $7,620,717  | $7,620,717  | $7,620,717  |

#### Đôi
| Giải đấu     | 2013 | 2014 | 2015 | 2016 | 2017 | 2018 | 2019 | ... | 2022 | T–B  |
| ------------ | ---- | ---- | ---- | ---- | ---- | ---- | ---- | --- | ---- | ---- |
| Úc Mở rộng   | A    | V1   | V2   | A    | A    | V2   | V1   |     | A    | 2–4  |
| Pháp Mở rộng | A    | V1   | A    | A    | V1   | V2   | A    |     | A    | 1–3  |
| Wimbledon    | A    | V1   | A    | V1   | V1   | V1   | A    |     | A    | 0–4  |
| Mỹ Mở rộng   | V1   | V1   | A    | A    | V1   | A    | A    |     | V1   | 0–4  |
| Thắng–Bại    | 0–1  | 0–4  | 1–1  | 0–1  | 0–3  | 2–3  | 0–1  |     | 0–1  | 3–15 |